# Nazionale olimpica di calcio dell'Ucraina
La nazionale olimpica ucraina di calcio è la rappresentativa calcistica dell'Ucraina che rappresenta l'omonimo stato ai giochi olimpici.

## Storia
Il 2 luglio 2023 l'Ucraina Under-21 ha battuto la Francia ai quarti di finale del campionato europeo Under-21 e si è qualificata per la prima volta nella sua storia alle Olimpiadi. Due giorni dopo Ruslan Rotan' è stato designato come allenatore della selezione ai Giochi Olimpici di Parigi 2024.
Il primo incontro ufficiale si è tenuto il 25 marzo 2024 contro il Giappone a Kitakyūshū ed è terminato con una vittoria dei nipponici per 2-0.

## Statistiche dettagliate sui tornei internazionali

### Giochi olimpici
| Anno | Luogo          | Piazzamento      | V | N | P | Gol |
| ---- | -------------- | ---------------- | - | - | - | --- |
| 1992 | Barcellona     | Non partecipante | - | - | - | -   |
| 1996 | Atlanta        | Non partecipante | - | - | - | -   |
| 2000 | Sydney         | Non partecipante | - | - | - | -   |
| 2004 | Atene          | Non partecipante | - | - | - | -   |
| 2008 | Pechino        | Non partecipante | - | - | - | -   |
| 2012 | Londra         | Non qualificata  | - | - | - | -   |
| 2016 | Rio de Janeiro | Non partecipante | - | - | - | -   |
| 2020 | Tokyo          | Non partecipante | - | - | - | -   |
| 2024 | Parigi         | Primo turno      | 1 | 0 | 2 | 3:5 |

## Tutte le rose

### Giochi olimpici
Calcio ai Giochi Olimpici Estivi 20241 Jermakov, 2 Krups'kyj, 3 Martynjuk, 4 Talovjerov, 5 Rubčyns'kyj, 6 Syč, 7 Očeret'ko, 8 Mychajlenko, 9 Krasnopir, 10 Braharu, 11 Chlan', 12 Fesjun, 13 Saljuk, 14 Sikan, 15 Veleten', 16 Batahov, 17 Fedor, 18 Kryskiv, 19 Pavljuk, 20 Sihejev, 21 Šuljans'kyj, 22 Kinarejkin, CT: Rotan'